# 圣萨尔多斯
圣萨尔多斯（法語：Saint-Sardos，法語發音：[sɛ̃ saʁdɔs]）是法国奧克西塔尼大區塔恩-加龙省的一个市镇，属于蒙托邦区。

## 地理
圣萨尔多斯（43°54'0"N, 1°8'4"E）面积26.56 平方千米，位于法国奧克西塔尼大區塔恩-加龙省，该省份为法国西南部内陆省份，北起顺时针与洛特省、阿韦龙省、塔恩省、上加龙省、热尔省和洛特-加龙省接壤。
与圣萨尔多斯接壤的市镇（或旧市镇、城区）包括：蒙塔安、孔贝鲁热、贝尔贝斯、拉拉泽、布雷、马斯格勒尼耶、加龙河畔凡尔登、布亚克、维格龙。

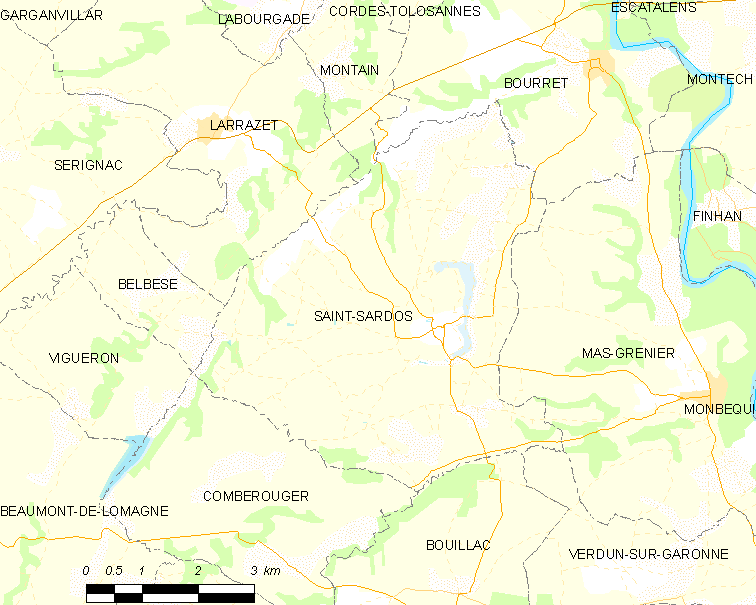
圣萨尔多斯的OSM定位图

圣萨尔多斯的时区为UTC+01:00、UTC+02:00（夏令时）。

## 行政
圣萨尔多斯的邮政编码为82600，INSEE市镇编码为82173。

## 政治
圣萨尔多斯所属的省级选区为加龙河畔凡尔登县。

## 人口

1962-2008年间圣萨尔多斯人口变化图示

圣萨尔多斯于2022年1月1日时的人口数量为1135人。